# Габријел Адрал
Габријел Адрал (фр. Gabriel Andral; Париз, 6. новембар 1797 — 13. фебруар 1876) је био француски патолог и професор на Сорбони.

## Биографија
Рођен је 6. новембра 1797. у Паризу. Године 1828. Андрал је постављен за професора хигијене, а 1839. за председавајућег опште патологије и терапије. Године 1823. постао је члан Националне академије за медицину. Изабран је за страног почасног члана Америчке академије уметности и науке 1849. године.
Андрал је упамћен по истраживањима хемије крви. Сматра се оснивачем научне хематологије и заслужан је за њену интеграцију у клиничку и аналитичку медицину. Са својим колегом извршио је опсежне студије састава крви. Показали су да се састав разликује у различитим патолошким стањима, а њихови налази показали су значај хемије крви као средства за потврђивање дијагнозе.
Познат је као први лекар који је описао лимфангитис карциноматозу, болест која је обично повезана са раком плућа, дојке, желуца и грлића материце. Његов отац, Гијом Андрал, такође је био лекар.

## Дела
- Précis d'anatomie pathologique, (1829)
- Projet d'un essai sur la vitalité, (1835)
- Traité de l'auscultation médiate ou traité du diagnostic des poumons et du cœur (1836)
- Cours de pathologie interne (1836—1837)
- Sur le traitement de la fièvre typhoïde par les purgatifs (1837)
- Sur les modifications de properties de quelques principes du sang (fibrine, globules, materiaux solides du sérum, et eau) dans les maladies, (with Jules Gavarret); (1840)
- Recherches sur la composition du sang de quelques animaux domestiques, dans l’état de santé et de maladie; (1842)
- Traité élémentaire de pathologie et de thérapeutique générale (1843)
- Essai d'hématologie pathologique, (1843).